# Näringspyramid
Denna artikel beskriver det ekologiska begreppet, för näringspyramid inom näringsläran se Kostpyramid.
En näringspyramid illustreras i form av en pyramid hur biomassan fördelas på olika trofiska nivåer i ett ekosystem.  Det är en kvantitativ illustration av en näringskedja, som visar hur energi överförs från producenter till konsumenter uppåt i näringskedjan samtidigt som energin går förlorad i varje steg.
Näringspyramiden (även kallad ekologisk pyramid) är med andra ord en grafisk beskrivning av det kvantitativa förhållandet mellan arter i olika trofiska nivåer i ett ekosystem.
På pyramidens botten finns i regel producenterna men inte alltid. På nivåerna ovanför placeras konsumenterna, förstahandskonsumenter (växtätare) längst ner, andrahandskonsumenter (köttätare) ovanför osv med toppkonsumenterna placerade högst på pyramiden. 
Näringskedjan ligger till grund för skapandet av en näringspyramid. Näringspyramiden är därmed likt näringskedjan ett litet urklipp från en mera komplext näringsväv. I näringspyramider tar man inte med nedbrytare och asätare då dessa arter finns på alla trofiska nivåer.

## Typer av näringspyramider
Näringspyramider kan beskriva flera egenskaper hos ett ekosystem:

### Biomassa

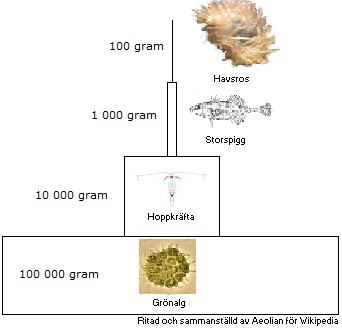
Näringspyramid

Biomassan avtar uppåt i näringspyramiden, uppskattningsvis med 90-procentiga förluster vid varje trofisk nivå. Se illustration. Att en fisk måste äta flera gånger sin egen kroppsmassa beror bland annat på att fisken förbrukar (andning) en stor del av den intagna energin för att förflytta sig (arbete) och endast en mindre del (10 % cirka) omvandlas till biomassa.
Enligt Lutz Hafner et al. (Ökologie, Schroedel-Verlag, 1978, S. 60) gäller att 1 ormvråk med en vikt på 1 kg, på ett år äter 3000 åkermöss med en total kroppsvikt på 90 kg. 3000 åkermöss äter 1 ton vegetabilier per år.
| Trofinivåer Procentvärden | Kvarvarande Biomassa | Förlust Detritus | Förlust Andning |
| ------------------------- | -------------------- | ---------------- | --------------- |
| Producenter               | 16                   | 26               | 58              |
| Primärkonsumenter         | 1,8                  | 5,2              | 9               |
| Sekundärkonsumenter       | 0,1                  | 0,2              | 1,5             |
| Toppkonsumenter           | 0                    | 0,04             | 0,06            |
| Summa:                    |                      | 31,44            | 68,56           |

(Källa Lutz Hafner et al., Ökologie, Schroedel-Verlag, 1978, S. 60)
Näringspyramider är dynamiska, dvs dess utseende ändras kontinuerligt under utvecklingen av ett ekosystem. Under vinterhalvåret på norra halvklotet förminskas t.ex. biomassan för producenter avsevärt medan biomassan för konsumenter förblir ungefär densamma om man bortser från t.ex. fågelmigreringar eller renvandringar på hösten.

### Parasitförhållande
Individtal-pyramid för parasiter: en parasitvärd har ett fåtal parasiter, vilka i sin tur har fler sekundärparasiter.

### Revirstorlek
För att en toppkonsument inte skall utrota sin egen föda (byten) måste toppkonsumenten inneha ett stort jaktrevir. Storleken på reviren beror på typen av toppkonsument och byten. I exemplet nedan visas revirstorleken hos fåglar.
| Art       | Revirstorlek (hektar) |
| --------- | --------------------- |
| Kungsörn  | 14000                 |
| Uggla     | 8000                  |
| Hök       | 4000                  |
| Sparvhök  | 1000                  |
| Nötskrika | 25                    |
| Koltrast  | 0,25                  |

Anmärkning: kungsörn, uggla, hök och sparvhök är toppkonsumenter i olika näringskedjor.

### Avkommans storlek
På grund av predationstrycket producerar arter i lägre trofiska nivåer en större avkomma än de i de högre nivåerna. Toppkonsumenter har i regel en liten avkomma då det annars skulle bli problem med avkommans revir. Givetvis beror avkommans storlek även av andra faktorer som t.ex. uppväxttid och behov av stöd för avkomman.

### Individantal
I vissa ekosystem liknar individpyramiden massapyramiden, som t.ex. för klippstrandsekosystem: fytoplankton - zooplankton - planktonätare - fisk - fågel. Men det råder helt andra förhållanden om ett träd ses som ett ekosystem där en enda individ (trädet) kan underhålla en stor mängd insekter och andra konsumenter.

### Individstorlek
Normalt sett är rovdjur större än sina byten. Därmed fås en upp- och nedvänd pyramid.

Exempel: fytoplankton 2 mm – zooplankton 4 cm – strömming 40 cm – tonfisk 4 m - späckhuggare 9 m

## Miljögifter
Det är inte bara näringsämnen som sprids uppåt i näringspyramiden. Även miljögifter kan göra det. Det gäller speciellt sådana gifter som binder sig till proteiner och fett.
Näringsämnena sprids uppåt i näringspyramiden men stora delar förbränns eller förbrukas på vägen. Därför får man utseendet på biomassa-pyramiden. Näringsämnena försvinner så att säga uppåt i näringspyramiden.
Miljögifter som binder till proteiner och fett försvinner däremot inte. Stabila kemiska föreningar som till exempel organiska klorföreningar (bland annat DDT och PCB) och metylkvicksilver sprids från art till art.
I princip alla miljögifterna som tas upp av producenterna, tas senare upp av konsumenterna. Toppkonsumenterna är de som drabbas värst då de i en liten kroppsmassa får allt gift från producenterna. Giftkoncentrationen blir därför mycket hög hos toppkonsumenterna och de drabbas därför lättast av förgiftning.
Med andra ord, fettlösliga och proteinbindande miljögifter lagras i biomassan och ackumuleras/anrikas uppåt i näringspyramiden. Dessa gifter följer med uppåt i näringskedjan och koncentrationen flerdubblas så att arter i de högre nivåerna drabbas av förgiftningssymtom.
Exempel: Anrikningen av DDT efter en insektsbekämpning i Clear Lake (Kalifornien, USA) ledde till en nästintill total utrotning av 500 par av smådopping. Under de följande 20 åren lyckades man rädda ett enda par. I det förorenade vattnet fanns 2 veckor efter DDT-utsläppet inga spår efter DDT då allt tagits upp av plankton. DDT-koncentrationen blev 250 gången högre i plankton, 2000 gånger högre i småfisk, 10 000 hos sik och mal, 12 000 hos abborre, 80 000 högre hos smådopping.
Ett annat känt fall är Minamata- och Niigata-katastroferna i Japan, där metylkvicksilver släpptes ut i havsvikar och vandrade uppåt i näringskedjan från alger, till musslor och skaldjur, vidare till fisk och slutligen till däggdjur som människor och deras foster. Minamatasjukan fick förödande resultat. Tusentals människor drabbades och de flesta har dött.